# Geraardsbergen
Geraardsbergen (Frans: Grammont) is een stad in de Belgische provincie Oost-Vlaanderen. De stad ligt in de Denderstreek, aan de Dender en tegen de Oudenberg aan. De stad in de Vlaamse Ardennen telt ruim 35.000 inwoners, die Geraardsbergenaars worden genoemd. In de wielrennerswereld is de stad berucht vanwege de steile en heuvelachtige Muur van Geraardsbergen. De stad is ook bekend om zijn mattentaart. Het jaarlijkse feest van Krakelingen en Tonnekensbrand is door UNESCO erkend als Immaterieel Cultureel Erfgoed van de Mensheid. De heilige Bartholomeus en Adrianus zijn haar patroonheiligen. De plaatselijke benaming voor Geraardsbergen luidt Giesbaargen.

## Toponymie
In de geschiedenis, de letterkunde en geschriften komt de naam Geraardsbergen onder verschillende vormen voor: Geroaldi monte (1034-58), Geraldimontem (1081), Geraldimons (1096), de Geraldi monte (1107), Geraldimontensis (1093-1110), Geromontensis (1142), de monte Geraldi (1166), Geralmont (1167), de Geraudi monte (1195), Graumont (1195), Geromontis (XIIe), Geraumont (1201), Gerautmont (1201), Geramont (1211), Gerardi monte (1225), Gerardimontium, Geroaldimontem, Gheeraerdsberghe, Gheerardsberghe, Gheraertsberghe, Gheeroutsberghe, Gheroudsberghe, Geroudsberge, Geroutsberghe, Gheeroudsberghe, Gheroustberge, Geertsbergen,Geeraerdsbergen, Gramont, Grandmont, Grantmont, Grammont.

### Etymologie
Geraardsbergen heette oorspronkelijk Gêrawaldas berga wat Oudgermaans is voor 'de berg van Gêrawald' (gaira: speer + walda: heerser > heerser met de speer)
In de taalevolutie vormde dit om naar Geraldes berga > Geroldes berga >
Geroudes berge > Geersberge, in dialect Giesbaarge(n). En in het Frans naar Geraldimont > Geraudi mont > Geraumont resp. Geramont > Gramont, Grammont.
Merk op dat er geen natuurlijke evolutie was naar de naam Geraardsbergen, waarschijnlijk werd het eerste deel Gerard- rond 1200 geïntroduceerd door een klerk.

## Geschiedenis

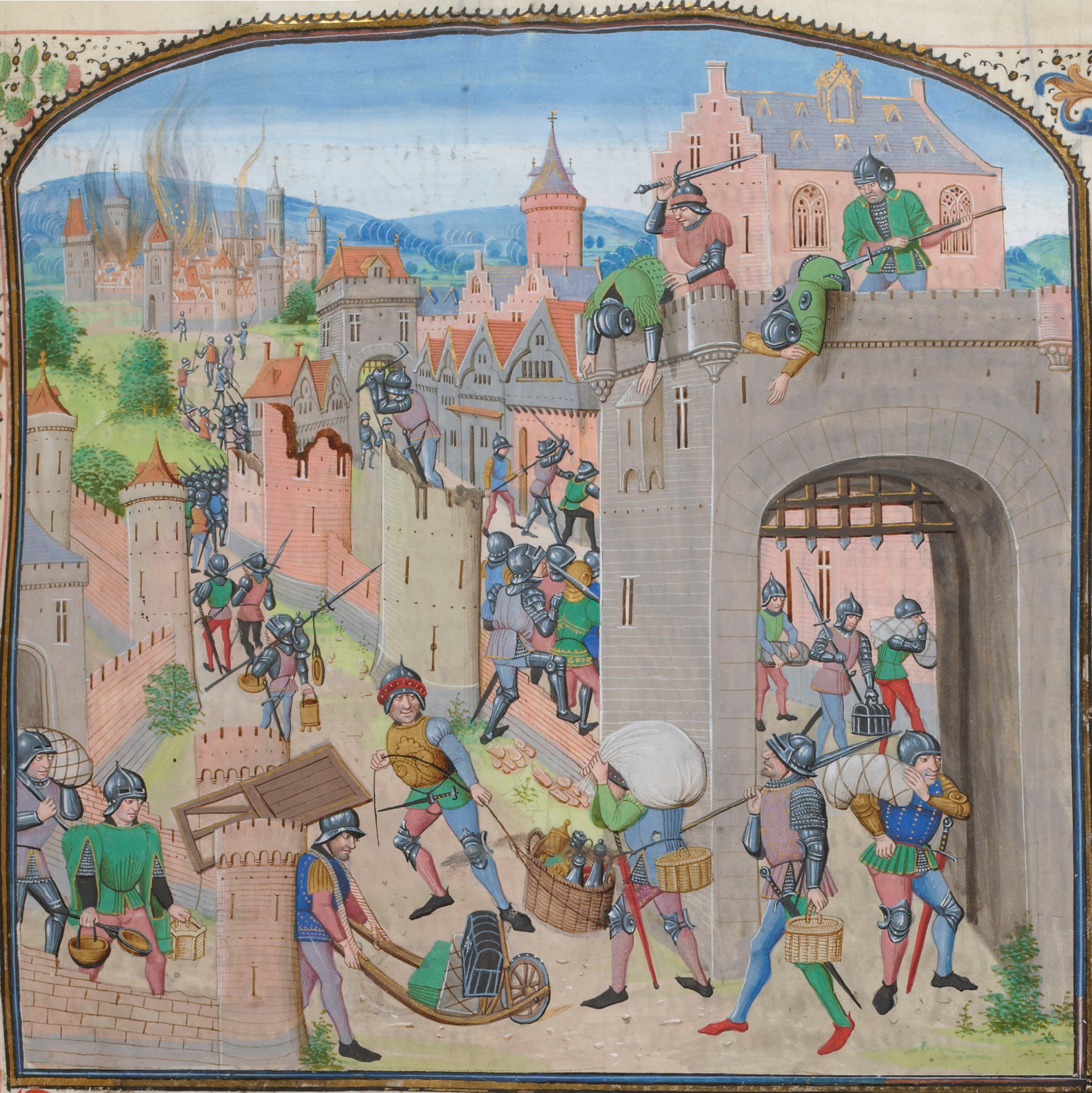
Gentenaars plunderen Geraardsbergen in 1380 (Brugs miniatuur, 15e eeuw)

Geraardsbergen werd na 1060 gesticht door Boudewijn VI van Vlaanderen wegens zijn strategische ligging op een heuvel aan de rechteroever van de Dender op de grens met het hertogdom Brabant en het graafschap Henegouwen. Het graafschap Vlaanderen was tot 1046 in het oosten begrensd door de Schelde. In dat jaar palmde Boudewijn V, graaf van Vlaanderen het gebied tussen de Schelde en de Dender in (Rijks-Vlaanderen). De oostgrens werd vanaf dan de Dender en de steden op deze rivier moesten het nieuw verworven gebied beschermen. Vervolgens kocht Boudewijn de heuvel met het omringend gebied van Geraard van Hunnegem, vandaar de naam Geraardsbergen die hij aan de nieuwe plaats gaf. Maar de plaatsnaam Geroaldi Montem, de Latijnse vertaling van Geraldsberg, is al eerder geattesteerd nog voor Geraardsbergen als oppidum is gesticht. Dit gegeven roept op zijn minst toch vragen op over de stelling als zou het oppidum genoemd zijn naar de lokale heer Geraard van Hunnegem. Is dit oppidum gesticht op de plaats die bekendstaat onder de naam Geraardsbergen en moet deze stichting dan niet worden gezien als een verschuiving van niveau waarbij de bestaande nederzetting Geraardsbergen promoveert tot de status stad? De pre-stedelijke Frankische nederzetting Hunnegem ligt trouwens op de linkeroever en buiten de oorspronkelijke ommuurde stadskern op de rechteroever op de flank van de Oudenberg. In 1068 ontving de plaats reeds stadsrechten van de nieuwe graaf Boudewijn VI. De stadskeure werd op het einde van de 12e eeuw schriftelijk bevestigd door Filips van de Elzas.

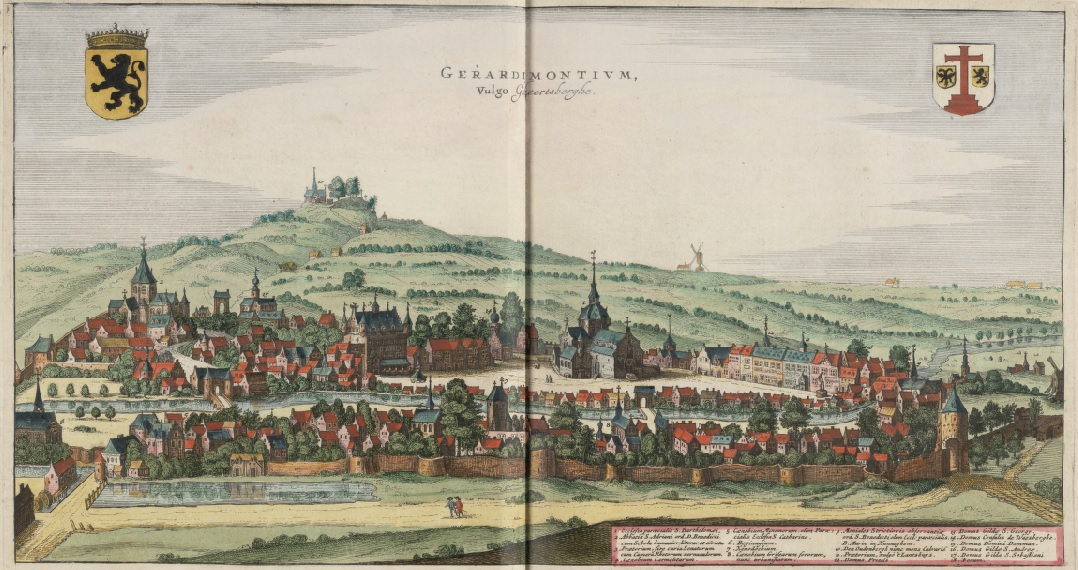
Flandria Illustrata van Sanderus, 1641: Geraardsbergen, links van de grote Markt het stadhuis

In 1081 overtuigde Robrecht I de Fries, hierin geruggensteund door de heer van Boelare, de Benedictijnen om hun abdij te verhuizen van Dikkelvenne naar Geraardsbergen. Zo ontstond de Sint-Pietersabdij. In 1175 werden de relieken van Sint-Adrianus overgebracht naar Geraardsbergen waarbij de abdij werd omgedoopt naar de naam Sint-Adrianusabdij. De abdij, die van grote betekenis zou worden voor de stad, kende een grote bloei en een belangrijk abdijcomplex werd uitgebouwd. De verering van Sint-Adrianus als beschermheilige tegen de pest gaf Geraardsbergen zulk een uitstraling dat de stad ook wel Adrianopolis werd genoemd. Verscheidene mirakels zouden toegeschreven zijn aan de verering van de heilige Adrianus.

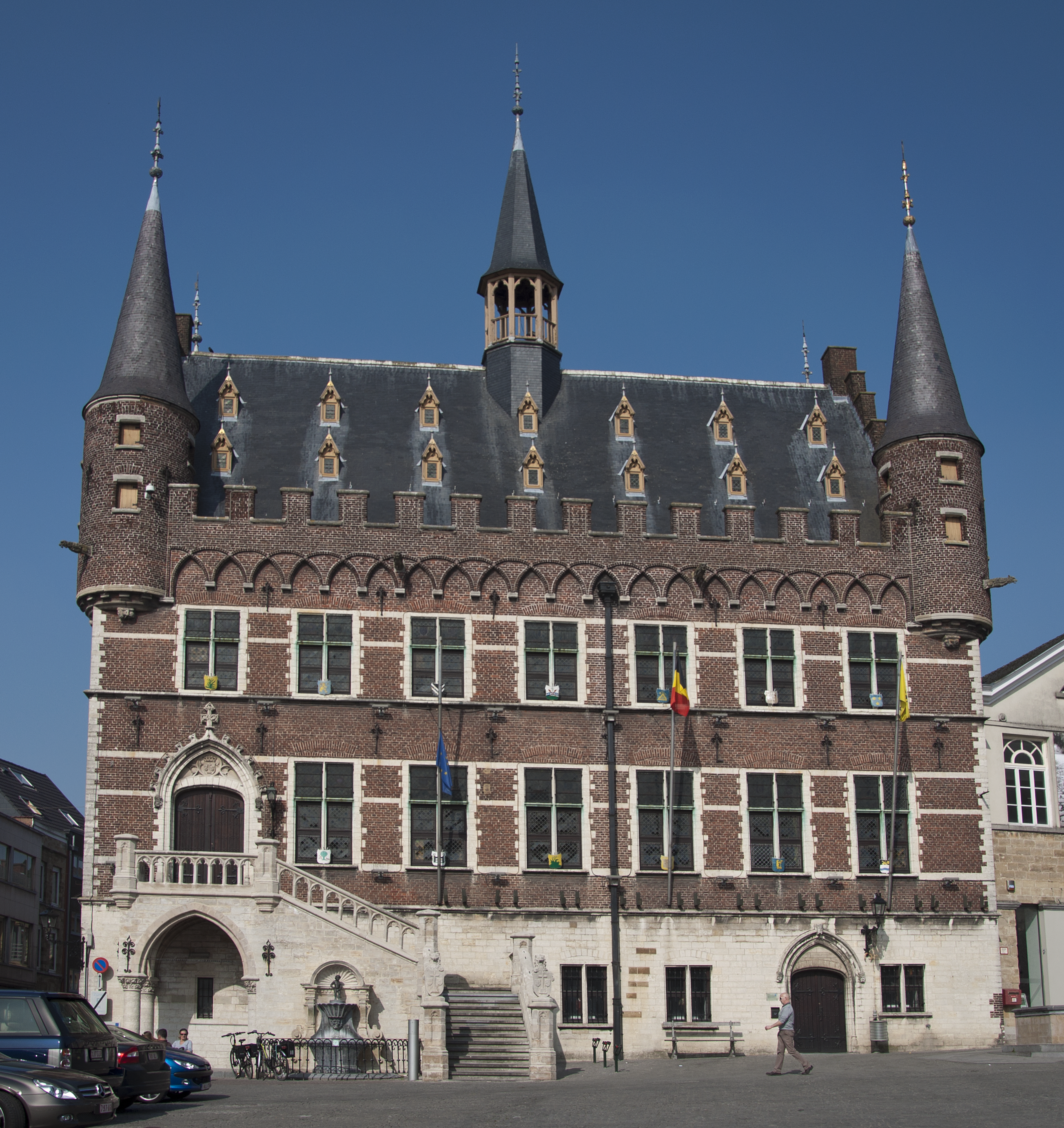
Het stadhuis van Geraardsbergen

Vanaf de 12e eeuw werd Geraardsbergen een centrum van lakennijverheid en kende een grote bloei. De stad ontwikkelde zich vanaf de 13e eeuw verder op de linkeroever van de Dender. In 1332 werden er nieuwe vestingmuren, torens en zes stadspoorten gebouwd. In Geraardsbergen ontwikkelde zich een middeleeuws stadspatroon met een hoge stad en een lage stad.
De bloei van de stad stagneerde verscheidene malen door belegeringen, branden en epidemieën. In de strijd tussen de graven van Vlaanderen en de stad Gent koos Geraardsbergen de kant van Gent en werd in 1381 hierom door de troepen van de graaf platgebrand. De stad werd in grootte voorbijgestreefd door steden zoals Aalst en Oudenaarde.
In de 15e en 16e eeuw was Geraardsbergen, net als Oudenaarde, Brussel, Aalst en Edingen, bekend door de productie van wandtapijten (verdures). De productie was van een hoogstaand niveau. Pronkstukken zijn wereldwijd verspreid in musea van onder andere Boston, Wenen en Madrid.
In de 16e eeuw werd Geraardsbergen geteisterd door een grote brand in 1549 en door verscheidene pestepidemieën tussen 1558 en 1585. Op het einde van de 16e eeuw waren er nog slechts 182 huizen bewoond.
Vanaf de 17e eeuw begon Geraardsbergen opnieuw te bloeien. De lakennijverheid kende haar hoogtepunt en in 1697 deed de kantnijverheid haar intrede. Vooral de zware Chantillykant uit Geraardsbergen werd internationaal verhandeld. Tussen 1840 en 1870 kende de kantindustrie haar grootste bloei.
Ondertussen was er in 1838 een luciferfabriek opgericht en in 1849 werd er begonnen met het produceren van sigaren. Geraardsbergen werd een steeds belangrijker wordende industriestad en werd ontsloten door de spoorlijn naar Aalst en Brussel in 1855 en een spoorlijn naar Melle en 's-Gravenbrakel in 1867.
Geraardsbergen groeide in de 20e eeuw uit tot een regionale stad. Wegens de te kleine oppervlakte van de stad begonnen de inwoners na de Tweede Wereldoorlog uit Geraardsbergen weg te trekken naar de aangrenzende randgemeenten. Hier werden belangrijke uitbreidingen gerealiseerd die aansloten bij het stadscentrum van Geraardsbergen. De aangrenzende randgemeenten werden bij de fusie in 1971 opgenomen bij de stad. De verder gelegen randgemeenten bleven landelijk en werden in 1977 bij de stad gevoegd.

## Kernen

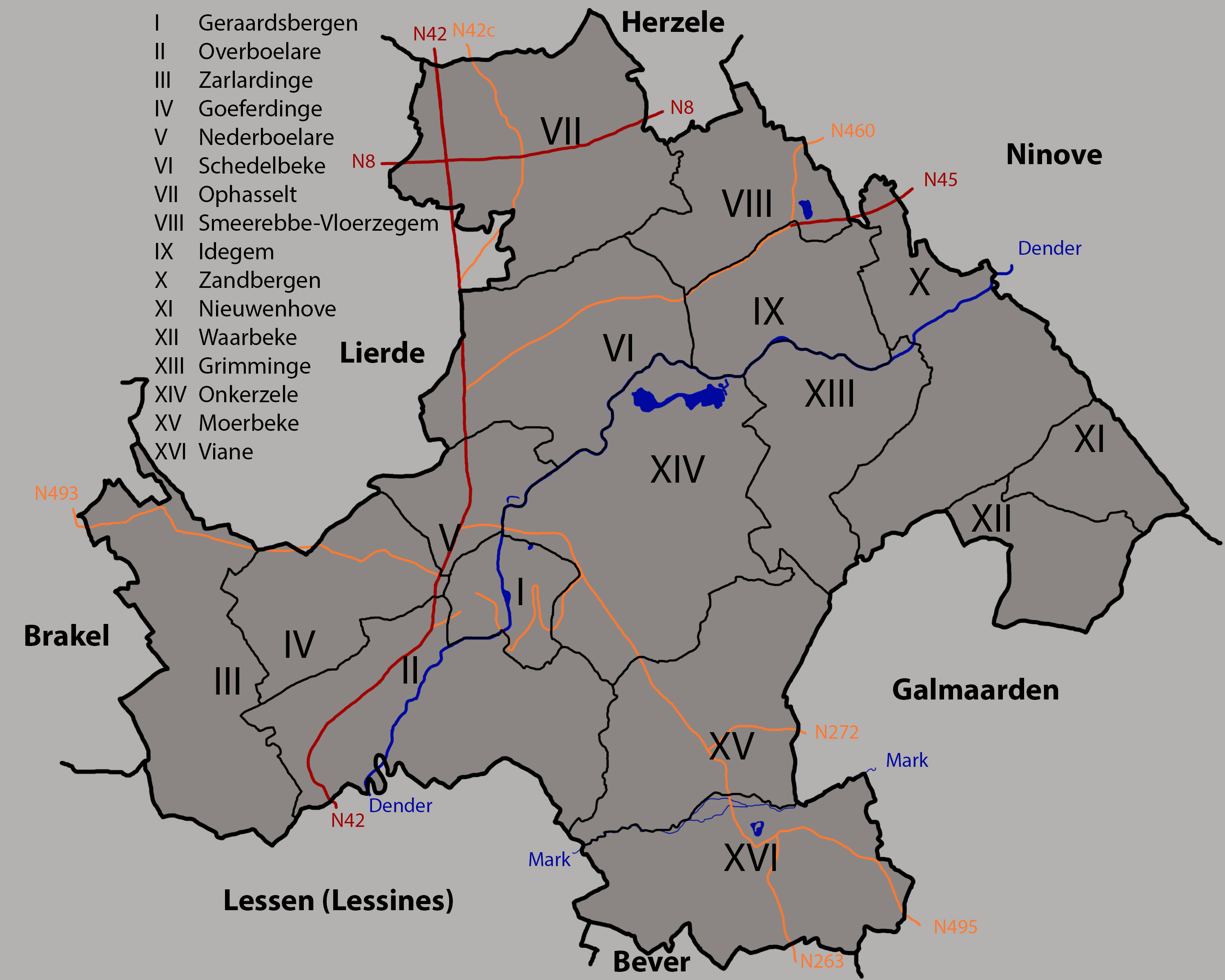
Kaart van de deelgemeenten van Geraardsbergen.

De gemeente Geraardsbergen bestaat naast Geraardsbergen zelf nog uit de deelgemeenten Onkerzele, Overboelare, Goeferdinge en Nederboelare (alle gefusioneerd in 1971) en Schendelbeke, Idegem, Moerbeke, Viane, Zarlardinge, Ophasselt, Smeerebbe-Vloerzegem, Grimminge, Zandbergen, Nieuwenhove en Waarbeke (in 1977).
| #    | Naam                 | Oppervlakte (km²) | Bevolking (31/12/2005) | Bevolking (01/01/2018) | Bevolking (01/01/2022) | Bevolkingsdichtheid (inw./km²) (2022) |
| ---- | -------------------- | ----------------- | ---------------------- | ---------------------- | ---------------------- | ------------------------------------- |
| I    | Geraardsbergen       | 1,89              | 6.445                  | 6.599                  | 6.960                  | 3.676                                 |
| II   | Overboelare          | 7,61              | 3.916                  | 4.142                  | 4.171                  | 548                                   |
| III  | Zarlardinge          | 6,57              | 962                    | 1.011                  | 1.001                  | 154                                   |
| IV   | Goeferdinge          | 3,92              | 2.609                  | 3.045                  | 3.117                  | 794                                   |
| V    | Nederboelare         | 2,15              | 923                    | 1.009                  | 1.065                  | 493                                   |
| VI   | Schendelbeke         | 5,89              | 1.754                  | 1.897                  | 2.187                  | 370                                   |
| VII  | Ophasselt            | 7,61              | 1.662                  | 1.865                  | 1.924                  | 252                                   |
| VIII | Smeerebbe-Vloerzegem | 3,61              | 760                    | 719                    | 710                    | 197                                   |
| IX   | Idegem               | 3,44              | 1.631                  | 1.750                  | 1.846                  | 537                                   |
| X    | Zandbergen           | 6,90              | 1.614                  | 1.742                  | 1.747                  | 254                                   |
| XI   | Nieuwenhove          | 2,02              | 467                    | 418                    | 415                    | 205                                   |
| XII  | Waarbeke             | 2,65              | 236                    | 290                    | 286                    | 107                                   |
| XIII | Grimminge            | 4,44              | 934                    | 968                    | 951                    | 214                                   |
| XIV  | Onkerzele            | 8,45              | 2.738                  | 3.131                  | 3.125                  | 370                                   |
| XV   | Moerbeke             | 6,26              | 2.968                  | 2.875                  | 2.891                  | 462                                   |
| XVI  | Viane                | 6,64              | 1.740                  | 1.905                  | 1.953                  | 294                                   |

Bron: (2005) Stad Geraardsbergen, (2018/2022) Provincies in Cijfers

## Bezienswaardigheden
- Grote Markt met

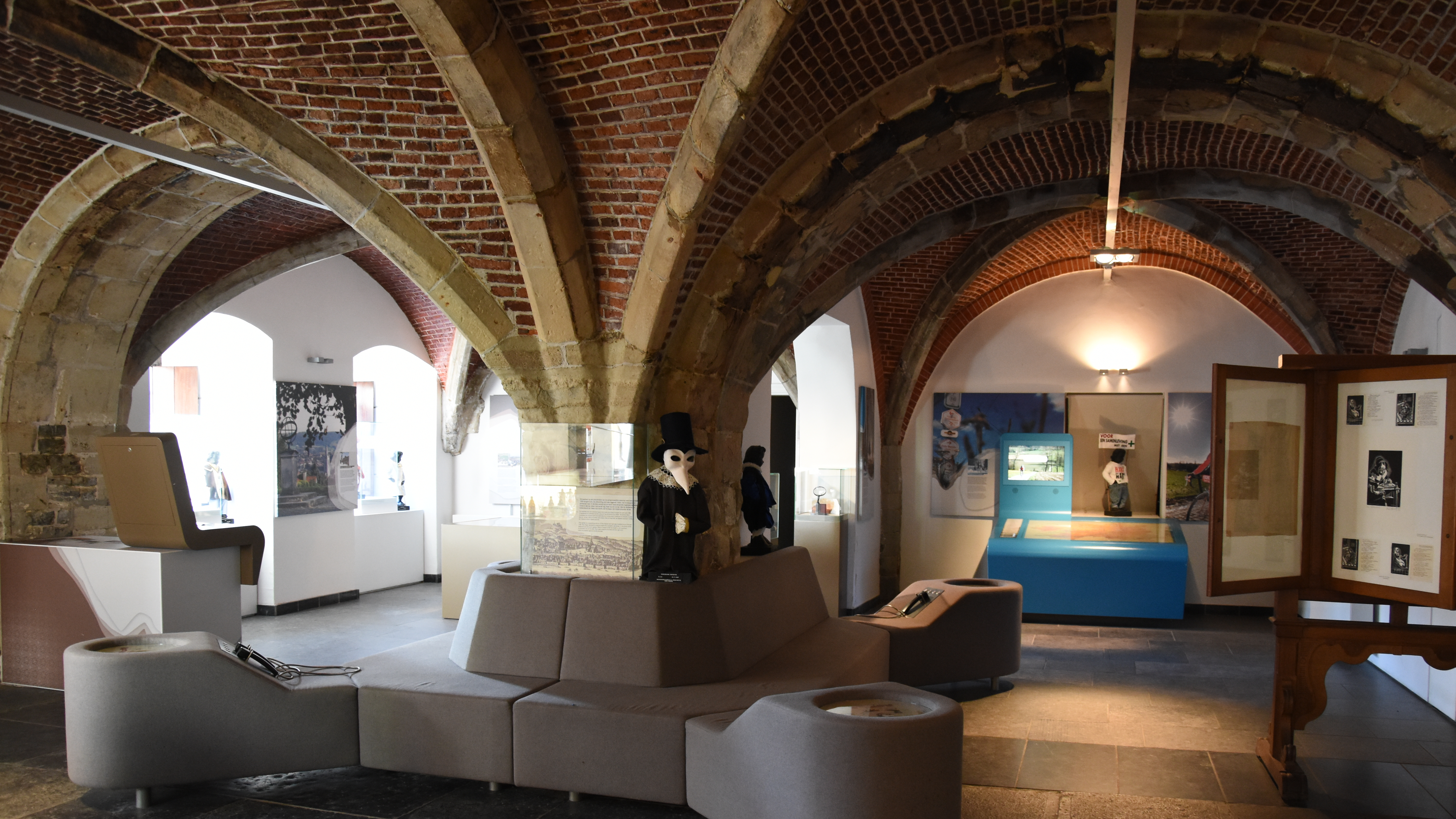
De Permanensje, grondverdieping van het stadhuis met gotische ribgewelven

  - de basilicale Sint-Bartholomeuskerk, gotische kern van Doornikse steen, barokke aanbouwtjes en wijzigingen en neogotische restauratie met baksteen.[5]
  - het stadhuis van Geraardsbergen, gotische kern met neogotische bekleding en binnenin het schilderij Het Laatste Oordeel uit 1526 (Vlaamse Meesters in Situ)[6]
  - een Manneken Pis, een standbeeldje aan de voet van het stadhuis, dat enigszins lijkt op het Manneken Pis van Brussel
  - de Marbol, een fontein en bron op de Grote Markt, voor het stadhuis. Het is een replica van de oorspronkelijke fontein die in 1930 werd verhuisd. Reeds in de 14e eeuw wordt een bron vermeld
  - de Liberale Kring in empirestijl
  - De Permanensje/Visit Geraardsbergen: audiovisueel streekbezoekerscentrum van de Vlaamse Ardennen in de gewelfde grondverdieping van het stadhuis
- Oud-Hospitaal met barok hospitaalkerkje uit 1761-1763
- De toren Dierkost aan het pittoreske straatje Boerenhol
- De Sint-Adriaansabdij, gesticht in 1096, een van de machtige benedictijnenabdijen in Vlaanderen tot haar sluiting in de Franse periode (eind 18e eeuw)
- Hunnegem: romaans kerkje en priorij, pre-stedelijke nederzetting op de linkeroever van de stad. Het interieur van de kerk en paxzaal zijn parels van de neogotische schilderkunst. Sinds 2018 herbergt de priorij verschillende musea (Musea Hunnegem): Openluchtmuseum De Priorij, Museum Hunnegem-Geraardsbergen (Huge) en Museum en Archief van de Vlaamse Film (Mavf).[7]
- De Oudenberg met de Muur van Geraardsbergen, de koninginnenhelling van verschillende wielerwedstrijden, waaronder de Ronde van Vlaanderen. De stad werd zowel in 2004 als 2019 aangedaan door de Ronde van Frankrijk. De Muur is vooral een kuitenbijter doordat de kasseien met hun loopvlak horizontaal liggen en dus eigenlijk trapjes vormen, waardoor hij heel moeilijk te beklimmen is met de fiets. De muur is een helling van de Oudenberg, die op de top plaats biedt aan de Kapel van OLV van de Oudenberg, een bedevaartsoord. Een andere helling uit het wielrennen is de Bosberg op de grens tussen Geraardsbergen en Galmaarden
- De Rijksmiddelbare school
- Het Sint-Catharinacollege
- Het Karmelietenklooster

## Natuur en landschap
Geraardsbergen ligt aan de Dender en in de Vlaamse Ardennen. De hoogte bedraagt 17-110 meter. Belangrijke natuurgebieden zijn het Raspaillebos met het aangrenzende Moerbekebos en Karkoolbos. Andere natuurgebieden zijn Boelarebos, Arduinbos, Bos Nieuwenhove, Boelaremeersen, Gemene Meers, De Nuchten, Kortelake, Hasseltbos, Moenebroek,Rietbeemd, Hinnekesbos.

## Demografie

### Demografische evolutie voor de fusie
- Bronnen:NIS, Opm:1831 t/m 1970=volkstellingen;1976=inwonertal op 31 december
- 1970* en 1976:Inclusief Overboelare, Nederboelare, Onkerzele en Goeferdinge aangehecht in 1971

### Demografische ontwikkeling van de fusiegemeente
Alle historische gegevens hebben betrekking op de huidige gemeente, inclusief deelgemeenten, zoals ontstaan na de fusie van 1 januari 1977.
- Bronnen:NIS, Opm:1831 tot en met 1981=volkstellingen; 1990 en later= inwonertal op 1 januari

| Inwoners van jaar tot jaar op 1 januari 1992 tot heden | Inwoners van jaar tot jaar op 1 januari 1992 tot heden | Inwoners van jaar tot jaar op 1 januari 1992 tot heden |
| jaar                                                   | Aantal                                                 | Evolutie: 1992=index 100                               |
| ------------------------------------------------------ | ------------------------------------------------------ | ------------------------------------------------------ |
| 1992                                                   | 30.421                                                 | 100,0                                                  |
| 1993                                                   | 30.524                                                 | 100,3                                                  |
| 1994                                                   | 30.541                                                 | 100,4                                                  |
| 1995                                                   | 30.555                                                 | 100,9                                                  |
| 1996                                                   | 30.680                                                 | 100,9                                                  |
| 1997                                                   | 30.681                                                 | 101,2                                                  |
| 1998                                                   | 30.777                                                 | 101,3                                                  |
| 1999                                                   | 30.825                                                 | 101,3                                                  |
| 2000                                                   | 30.945                                                 | 101,7                                                  |
| 2001                                                   | 30.911                                                 | 101,6                                                  |
| 2002                                                   | 30.879                                                 | 101,5                                                  |
| 2003                                                   | 30.859                                                 | 101,4                                                  |
| 2004                                                   | 30.922                                                 | 101,6                                                  |
| 2005                                                   | 31.089                                                 | 102,2                                                  |
| 2006                                                   | 31.380                                                 | 103,2                                                  |
| 2007                                                   | 31.543                                                 | 103,7                                                  |
| 2008                                                   | 31.668                                                 | 104,1                                                  |
| 2009                                                   | 31.840                                                 | 104,7                                                  |
| 2010                                                   | 32.033                                                 | 105,3                                                  |
| 2011                                                   | 32.399                                                 | 106,5                                                  |
| 2012                                                   | 32.629                                                 | 107,3                                                  |
| 2013                                                   | 32.852                                                 | 108,0                                                  |
| 2014                                                   | 32.995                                                 | 108,5                                                  |
| 2015                                                   | 32.981                                                 | 108,4                                                  |
| 2016                                                   | 33.136                                                 | 108,9                                                  |
| 2017                                                   | 33.204                                                 | 109,1                                                  |
| 2018                                                   | 33.403                                                 | 109,8                                                  |
| 2019                                                   | 33.439                                                 | 109,9                                                  |
| 2020                                                   | 33.649                                                 | 110,6                                                  |
| 2021                                                   | 33.970                                                 | 111,7                                                  |
| 2022                                                   | 34.328                                                 | 112,8                                                  |
| 2023                                                   | 34.724                                                 | 114,1                                                  |
| 2024                                                   | 34.999                                                 | 115,0                                                  |
| 2025                                                   | 35.236                                                 | 115,8                                                  |

## Folklore
- Geraardsbergen heeft een historisch reuzenkoppel, Goliath en Agnes, met als dochter Kinneke Baba.
- Het jaarlijkse feest van Krakelingen en Tonnekensbrand is door UNESCO erkend als Immaterieel Cultureel Erfgoed van de Mensheid.
- De heilige Bartholomeus wordt vereerd tijdens de Processie van Plaisance.

## Galerij

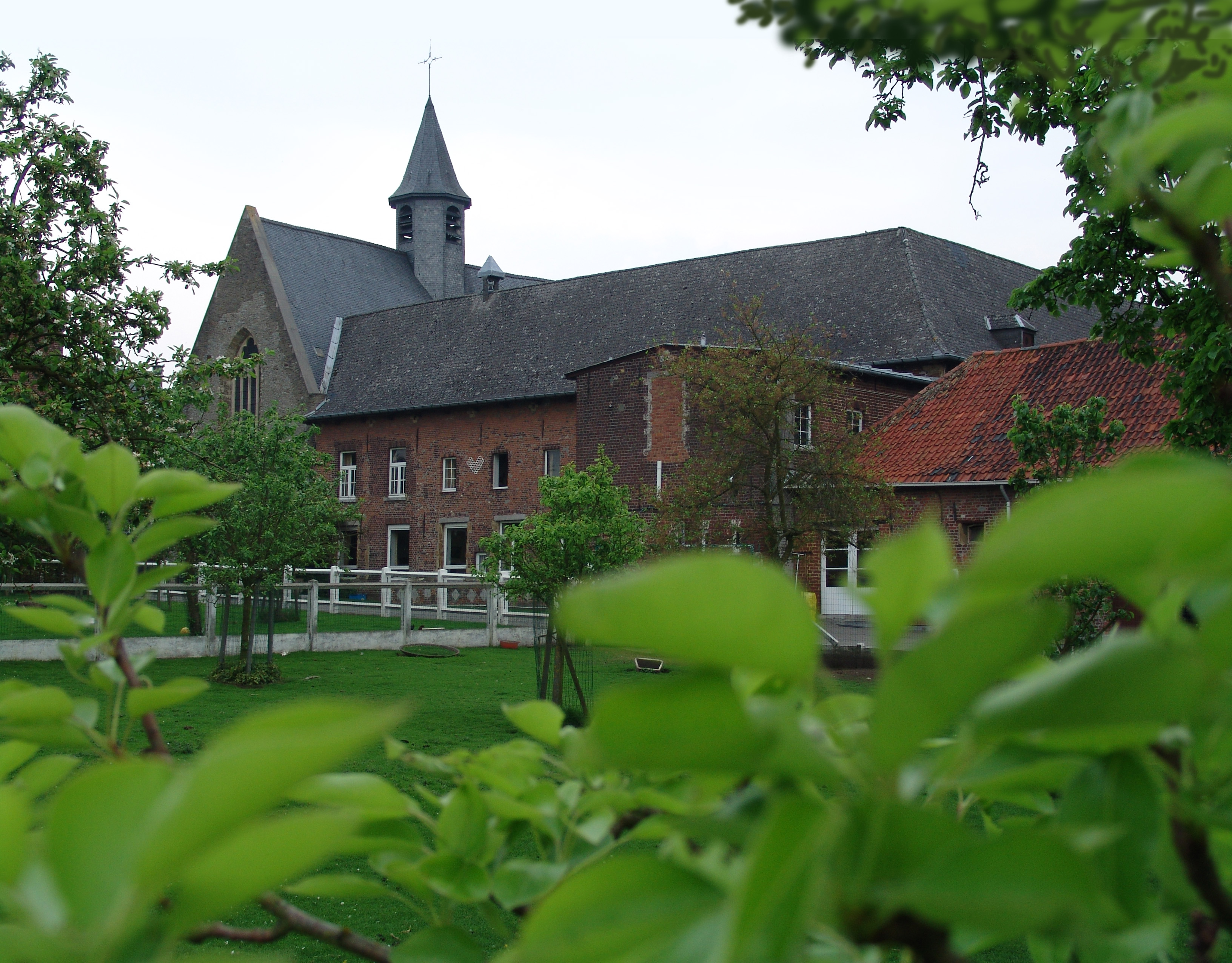
Priorij Hunnegem (2005)
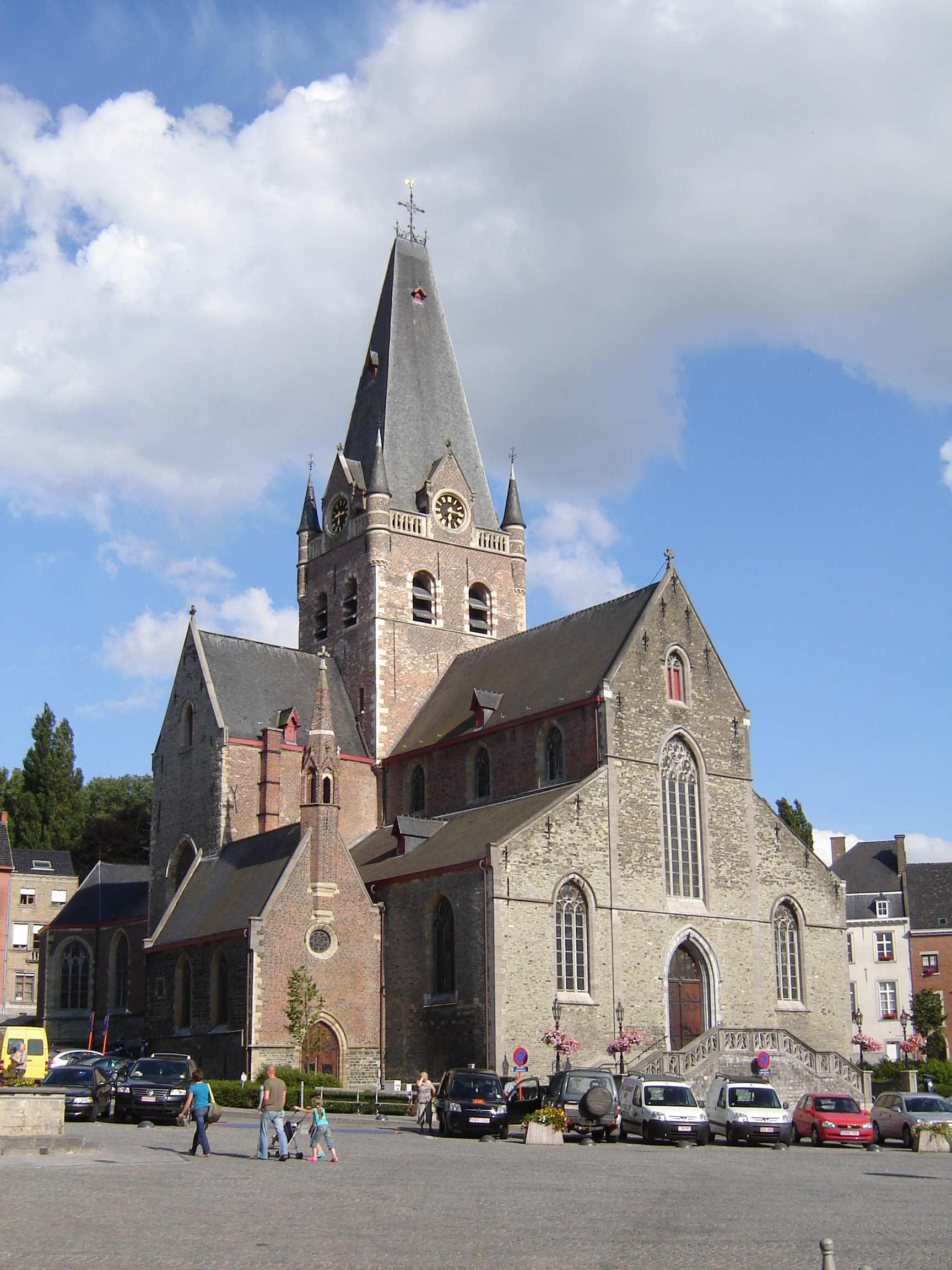
Sint-Bartholomeuskerk
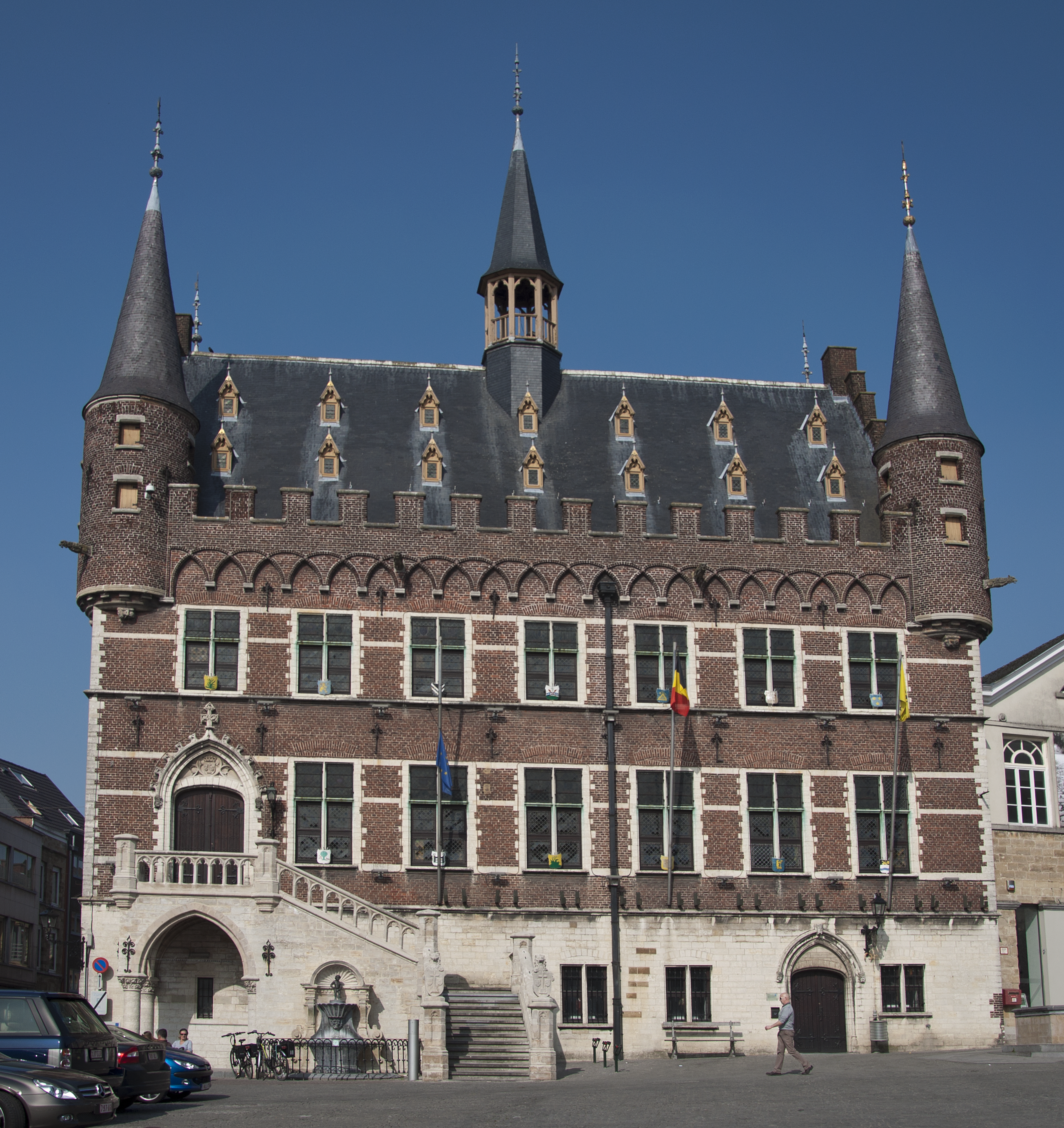
Stadhuis
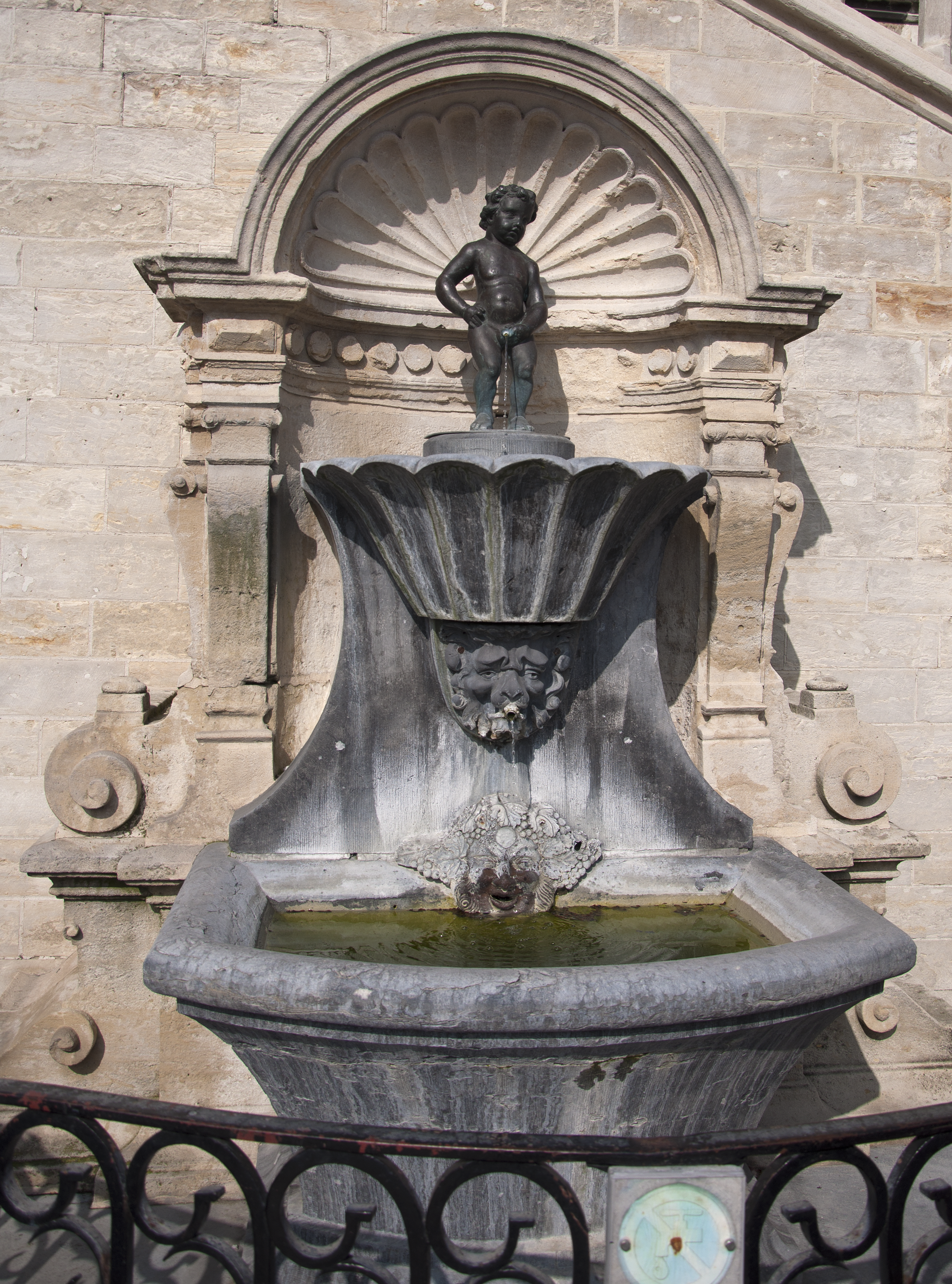
Manneken Pis
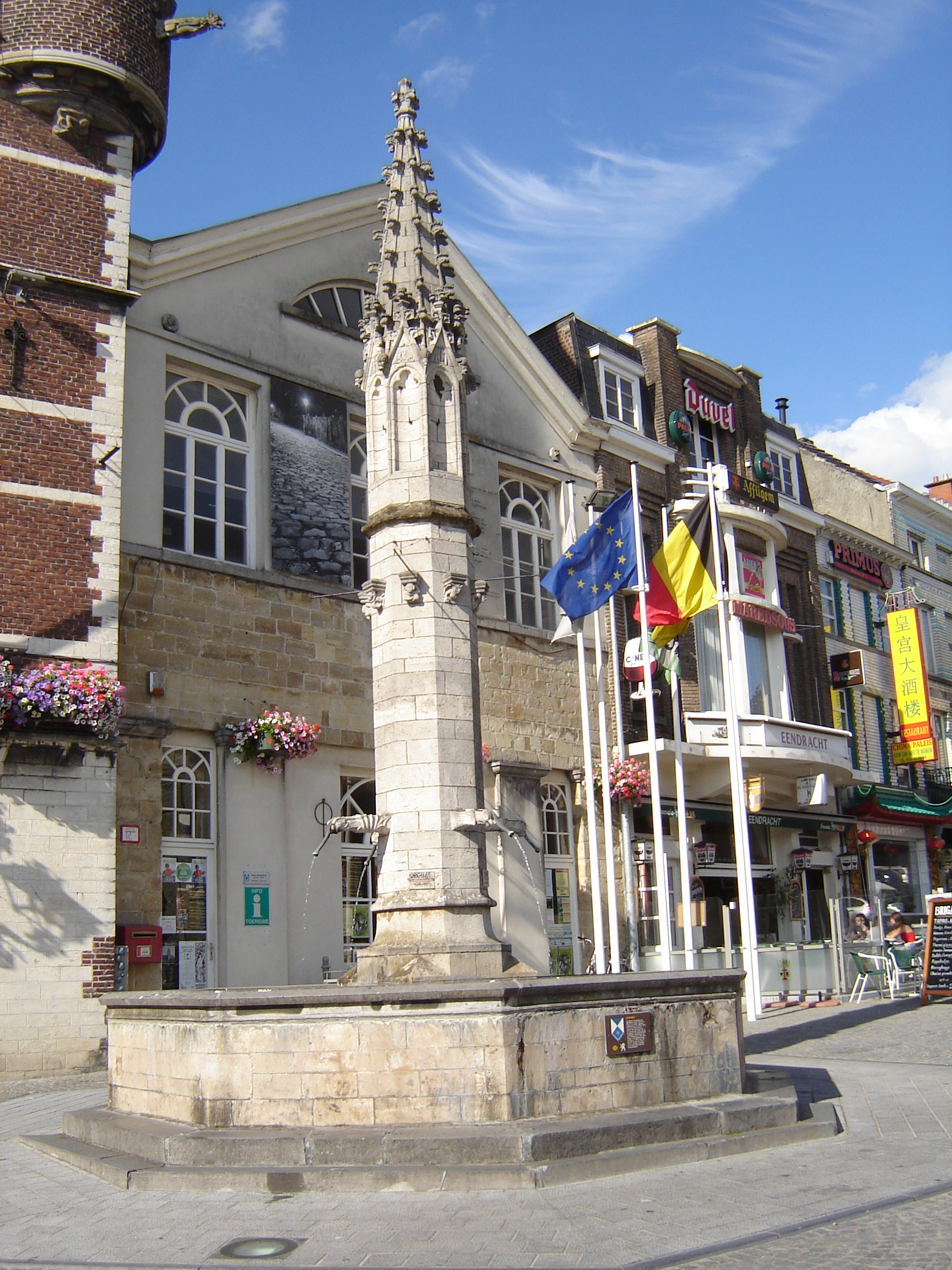
De Marbol
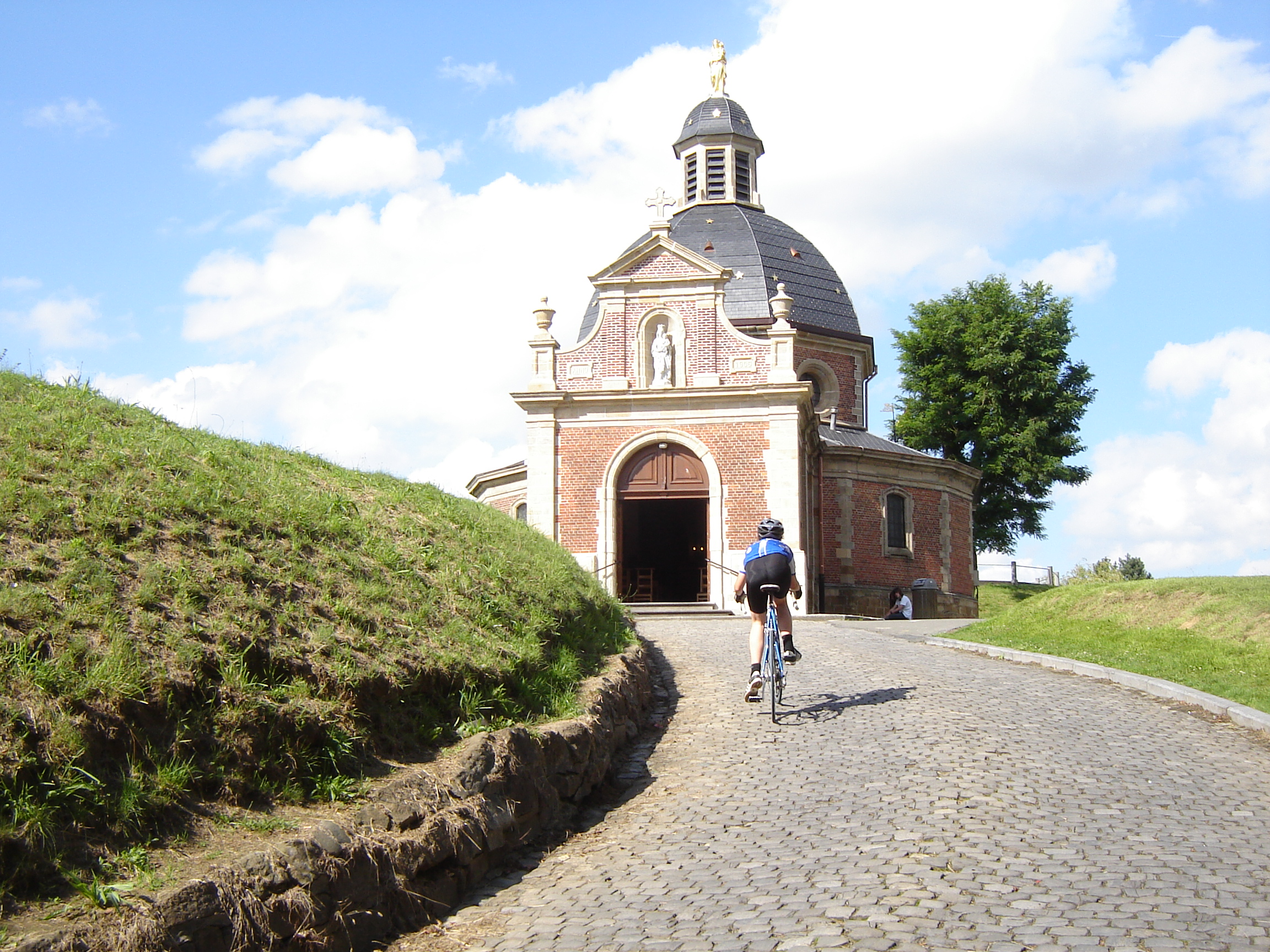
Onze-Lieve-Vrouw van Oudenbergkapel
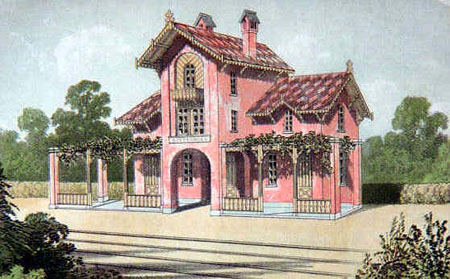
Concepttekening van station Zandbergen door Jean-Pierre Cluysenaar

## Politiek

### Structuur
De stad Geraardsbergen ligt in het kieskanton Geraardsbergen in het provinciedistrict Geraardsbergen, het kiesarrondissement Aalst-Oudenaarde en de kieskring Oost-Vlaanderen.
| Geraardsbergen   | Geraardsbergen   | Supranationaal         | Nationaal                         | Nationaal                 | Gemeenschap               | Gewest                    | Provincie                 | Arrondissement   | Provinciedistrict | Kanton          | Gemeente        |
| ---------------- | ---------------- | ---------------------- | --------------------------------- | ------------------------- | ------------------------- | ------------------------- | ------------------------- | ---------------- | ----------------- | --------------- | --------------- |
| Administratief   | Niveau           | Europese Unie          | België                            | België                    | Vlaanderen                | Vlaanderen                | Oost-Vlaanderen           | Aalst            | Aalst             | Aalst           | Geraardsbergen  |
| Administratief   | Bestuur          | Europese Commissie     | Belgische regering                | Belgische regering        | Vlaamse regering          | Vlaamse regering          | Deputatie                 | Deputatie        | Deputatie         | Deputatie       | Gemeentebestuur |
| Administratief   | Raad             | Europees Parlement     | Kamer van volksvertegenwoordigers | Vlaams Parlement          | Vlaams Parlement          | Vlaams Parlement          | Provincieraad             | Provincieraad    | Provincieraad     | Provincieraad   | Gemeenteraad    |
| Kiesomschrijving | Kiesomschrijving | Nederlands Kiescollege | Kieskring Oost-Vlaanderen         | Kieskring Oost-Vlaanderen | Kieskring Oost-Vlaanderen | Kieskring Oost-Vlaanderen | Kieskring Oost-Vlaanderen | Aalst-Oudenaarde | Geraardsbergen    | Geraardsbergen  | Geraardsbergen  |
| Verkiezing       | Verkiezing       | Europese               | Federale                          | Federale                  | Vlaamse                   | Vlaamse                   | Provincieraads-           | Provincieraads-  | Provincieraads-   | Provincieraads- | Gemeenteraads-  |

### Burgemeesters
- 1474-1476: Pieter I van den Dale
- 1486-1487: Geeraard van Cuelsbroec[9]
- 1528?-1528?: Jan van Waesberghe[10]
- 1530-1596?: Marcus Nevianus (Marc Neefs of De Neve)[bron?]
- 1540-1540: Jan van den Dale
- 1541-1543?: Raesse Zoetens
- 1547?-1548?: Jan van Yedeghem
- 1551-1551?: Jan van Yedeghem
- 1554?-1554?: Olivier de Crudenaere
- 1556-1557?: Adolf van Quickelberghe
- 1562-1562: Joos van Darthuysen
- 1567-1569: Dehoves Hendrick
- 1569-1570: Adolf van Quickelberghe
- 1570-1570: Nicolaes Heyns
- 1571-1571: Dehoves Hendrick
- 1573-1573: Jan van Yedeghem
- 1574-1575: Nicolaes Heyns
- 1576-1576: Gommaer d'Audenfort[11]
- 1577-1577: Van Compostelle Gheeraert
- 1577-1578: Adriaen Zeghers
- 1579-1579: Van Compostelle Gheeraert
- 1580-1585?: Adriaen Zeghers
- 1589-1591?: Jheronimus van Yedeghem
- 1593-1593: van Baersdorp Philippus
- 1594-1595: Van Compostelle Gheeraert
- 1596-1596: van Baersdorp Philippus
- 1598-1599: Van Compostelle Gheeraert
- 1608?-1608: Charles de Herselles
- 1609-1609?: van Baersdorp
- 1613-1613: Guillaume Damman
- 1615-1615: vanden Eechoute Charles
- 1616-1616: Charles de Herselles
- 1617-1617: François van Iedeghem
- 1618-1618: vanden Eechoute Charles
- 1619-1619: Antoon François de Grutere
- 1620-1620: Guillaume Damman
- 1621-1621: François van Iedeghem
- 1622-1622: Antoon François de Grutere
- 1623-1623: vanden Eechoute Charles
- 1625-1626: Antoon François de Grutere
- 1627-1627: Guillaume Damman
- 1628-1630: vanden Eechoute Charles
- 1631-1632: Antoon François de Grutere
- 1637-1637: vanden Eechoute Charles[12]
- 1638-1638: Guillaume Damman[13]
- 1641-1641: Jacobus Colins
- 1642-1642: van Waesberghe Gillis[12]
- 1648-1648: van Waesberghe Gillis
- 1649-1650?: Antoon François de Grutere
- 1652?-1652?: Jacobus Colins
- 1654?-1656: Pieter de Crane
- 1657-1658: Anthoon van Cauteren
- 1659-1661: Jacobus Colins
- 1662-1662: Anthoon van Cauteren
- 1663-1663: Jacobus Colins
- 1664-1664: Marc Antoine de Partz
- 1665-1665: Jacobus Colins
- 1666-1667: Marc Antoine de Partz
- 1668-1668: jonkheer De Grutere
- 1669-1669: Marc Antoine de Partz
- 1670-1670: Charles de Boudry
- 1671-1672: Charles de Colins
- 1673-1674: Amout van Ursel
- 1675-1678: Charles de Colins
- 1679-1679: Amout van Ursel
- 1680-1680: Charles de Colins
- 1681-1682: Wratislas Eusebius d'Hembise
- 1683-1686: Cornelis Damman
- 1687-1688: de La Court Floris
- 1689-1689: Cornelis Damman
- 1690-1690: de La Court Floris
- 1691-1691: Wratislas de Partz
- 1692-1692: Michiel de Crane
- 1693-1693: Cornelis Damman
- 1694-1694: Michiel de Crane
- 1695-1695: Cornelis Damman[12]
- 1696-1696: Michiel de Crane[14]
- 1697-1698: Cornelis Damman[13]
- 1699-1699: de La Court Floris[12]
- 1700-1700: Michiel de Crane
- 1701-1701: de La Court Floris
- 1702-1704: Michiel de Crane
- 1705-1705: Jean Baptiste Pyl de Bracle
- 1706-1708: Jacobus de la Court
- 1709-1709: Dominicus Droesbeke
- 1710-1710: Jacobus de la Court
- 1711-1711: Dominicus Droesbeke
- 1712-1717: Gilles-Corneille de Partz
- 1718-1722: de Gendt Franchois
- 1723-1723: Eeckman Jan Baptiste
- 1724-1724: Van Eenwyck Louis Charles
- 1725-1725: Eeckman Jan Baptiste
- 1726-1728: Van Eenwyck Louis Charles
- 1729-1729: Eeckman Jan Baptiste
- 1730-1730: Van Eenwyck Louis Charles
- 1731-1736: Gilles de Partz
- 1737-1738: Pijl Maximilianus Josephus
- 1739-1739: Jean-Baptiste de Partz[14]
- 1740-1740: Pijl Maximilianus Josephus
- 1741-1741: de Partz Jacobus Octavianus
- 1742-1742: Pijl Maximilianus Josephus
- 1743-1745: de Partz Jacobus Octavianus
- 1746-1746: Walckiers Joannes
- 1747-1750: de Partz Jacobus Octavianus
- 1751-1752: de Ghendt de Terdonckt Carolus
- 1753-1754: de Partz Jacobus Octavianus
- 1755-1757: Jean Baptist Pyl de Bracle[15]
- 1758-1759: Josse de Partz[14]
- 1759-1759: de Partz Jacobus Octavianus
- 1760-1775: Jean Baptist Pijl de Bracle[15]
- 1776-1780: Gustave de Crombeen de ter Beke[16][17]
- 1780-1784: Jean-Baptiste Lefebvre
- 1785-1790: M. Jacobus Ignatius vanden Broucke[18][19]
- 1790-1807: Jacq.-Grégoire Begheyn[20][21]
- 1808-1808: Jan Spitaels[22]
- 1808-1809: Jacq.-Grégoire Begheyn[23]
- 1810-1825: C. Bogaert[24][25]
- 1826-1830: K. Bogaert[26][27]
- 1830-1834: Adrien Spitaels (liberaal-katholiek)
- 1834-1848: Joseph Druwé (katholiek)
- 1848-1851: August Van Santen (liberaal)
- 1852-1854: Pierre Vranckx (katholiek)
- 1855-1881: Modeste De Cock (liberaal-katholiek)
- 1881-1886: Joseph van Coppenholle (katholiek)
- 1886-1895: Charles de l'Arbre (katholiek)
- 1896-1899: Franz Rens (liberaal)
- 1900-1921: Adrien Flamant (katholiek)
- 1921-1926: Gustaaf Flamant (katholiek)
- 1927-1952: Guillaume Denauw (socialist)
- 1953-1958: Robert Rens (liberaal)
- 1959-1968: Philemon Van Der Putten (CVP)
- 1968-1970: Robert Pieraert (CVP)
- 1971-1974: Gérard Vander Linden (CVP)
- 1974-1976: Adrien Van Heuverswyn (CVP)
- 1977-1994: Agnes De Munter (CVP)
- 1995-2000: Freddy De Chou (SP)
- 2001-2006: Guido De Padt (VLD)
- 2006-2011: Freddy De Chou (sp.a)
- 2011-2023: Guido De Padt (Open Vld)
- 2023-2024: Ann Panis (Open Vld)
- 2024-heden: Fernand Van Trimpont (Team Geraardsbergen)

#### 2024-2030
Burgemeester is Fernand Van Trimpont (Team Geraardsbergen). Hij leidt een coalitie bestaande uit Team Geraardsbergen, Open Vld en Vooruit-Groen. Samen vormen ze de meerderheid met 17 op 31 zetels.

### Resultaten gemeenteraadsverkiezingen sinds 1976
| Partij of kartel     | Partij of kartel                                       | 10-10-1976 | 10-10-1976 | 10-10-1982 | 10-10-1982 | 9-10-1988 | 9-10-1988 | 9-10-1994 | 9-10-1994 | 8-10-2000 | 8-10-2000 | 8-10-2006 | 8-10-2006 | 14-10-2012 | 14-10-2012 | 14-10-2018 | 14-10-2018 | 13-10-2024 | 13-10-2024 |
| Stemmen / Zetels     | Stemmen / Zetels                                       | %          | 31         | %          | 31         | %         | 31        | %         | 31        | %         | 31        | %         | 31        | %          | 31         | %          | 31         | %          | 31         |
| -------------------- | ------------------------------------------------------ | ---------- | ---------- | ---------- | ---------- | --------- | --------- | --------- | --------- | --------- | --------- | --------- | --------- | ---------- | ---------- | ---------- | ---------- | ---------- | ---------- |
|                      | SP1/ sp.a2/ sp.a-GroenB/ Vooruit-GroenC                | 24,671     | 8          | 25,341     | 8          | 26,161    | 8         | 31,821    | 11        | 30,431    | 10        | 30,432    | 10        | 24,34B     | 8          | 13,52      | 4          | 13,9C      | 4          |
|                      | Agalev1/ Groen! 2/ sp.a-GroenB/ Groen3/ Vooruit-GroenC | -          |            | 2,31       | 0          | 3,881     | 0         | 3,591     | 0         | 4,381     | 0         | 3,552     | 0         | 24,34B     | 8          | 4,23       | 0          | 13,9C      | 4          |
|                      | PVV1/ VLD2/ Open Vld3                                  | 19,471     | 6          | 22,391     | 7          | 24,091    | 8         | 29,162    | 10        | 36,442    | 13        | 29,452    | 10        | 35,993     | 12         | 29,83      | 12         | 14,53      | 5          |
|                      | CVP1/ CD&V-N-VAA/ CD&V2/ Team Geraardsbergen3          | 47,871     | 16         | 38,231     | 14         | 39,491    | 14        | 27,161    | 10        | 21,211    | 7         | 21,45A    | 7         | 16,752     | 5          | 24,42      | 9          | 23,23      | 8          |
|                      | VU1/ CD&V-N-VAA/ N-VA2                                 | 7,991      | 1          | 5,671      | 1          | 5,521     | 1         | -         |           | -         |           | 21,45A    | 7         | 15,662     | 5          | 8,92       | 2          | 8,42       | 2          |
|                      | Vlaams Blok1/ Vlaams Belang-VLOTT2/ Vlaams Belang3     | -          |            | -          |            | -         |           | 4,621     | 0         | 7,551     | 1         | 14,452    | 4         | 7,42       | 1          | 8,93       | 2          | 20,23      | 7          |
|                      | HET ALTERNATIEF1                                       | -          |            | -          |            | -         |           | -         |           | -         |           | -         |           | -          |            | 7,71       | 2          | 3,31       | 0          |
|                      | UP                                                     | -          |            | -          |            | -         |           | -         |           | -         |           | -         |           | -          |            | -          |            | 16,6       | 5          |
| Anderen(*)           | Anderen(*)                                             | -          |            | 6,07       | 1          | 0,85      | 0         | 3,65      | 0         | -         |           | 0,67      | 0         | -          |            | 2,5        | 0          | -          |            |
| Totaal stemmen       | Totaal stemmen                                         | 22441      | 22441      | 22564      | 22564      | 22879     | 22879     | 22921     | 22921     | 23060     | 23060     | 23438     | 23438     | 23471      | 23471      | 24401      | 24401      | 16160      | 16160      |
| Opkomst %            | Opkomst %                                              |            |            |            |            | 96,21     | 96,21     | 94,27     | 94,27     | 93,37     | 93,37     | 94,64     | 94,64     | 91,98      | 91,98      | 93,9       | 93,9       | 61,1       | 61,1       |
| Blanco en ongeldig % | Blanco en ongeldig %                                   | 1,74       | 1,74       | 2,6        | 2,6        | 3,23      | 3,23      | 3,77      | 3,77      | 3,95      | 3,95      | 3,54      | 3,54      | 4,26       | 4,26       | 4,7        | 4,7        | 1,8        | 1,8        |

De rode cijfers naast de gegevens duiden aan onder welke naam de partijen bij elke verkiezing opkwamen.

De zetels van de gevormde coalitie staan vetjes afgedrukt. De grootste partij is in kleur.

(*) 1982: GEMBEL / 1988: KP / 1994: Volks (2,27%), W.O.W. (1,38%) / 2006: Nieuwe Partij / 2018: PVDA

## Verkeer en vervoer

### Openbaar vervoer

#### Treinvervoer
Geraardsbergen beschikt over vijf treinstations, namelijk in het Geraardsbergen, Schendelbeke, Idegem, Zandbergen en Viane-Moerbeke. Geraardsbergen wordt bediend door de volgende lijnen:
| Serie       | Treinsoort          | Route                                                                              | Bijzonderheden |
| ----------- | ------------------- | ---------------------------------------------------------------------------------- | --- |
| S 3         | GEN (NMBS)          | [ Denderleeuw – ] Geraardsbergen – Brussel-Zuid – [ Dendermonde ] / [ Schaarbeek ] | Rijdt tijdens de spits vanaf/naar Denderleeuw. Tijdens de spits extra ritten Geraardsbergen-Schaarbeek. Rijdt tijdens het weekend Denderleeuw-Brusssel-Noord.   |
| S 5         | GEN (NMBS)          | [ Geraardsbergen – ] Edingen – Halle – Brussel-Schuman – Vilvoorde – Mechelen      | Rijdt in de spits van/naar Geraardsbergen. Rijdt in het weekend tussen Halle en Mechelen. Rijdt tijdens de vakantieperiode 1x/u enkel tussen Halle en Mechelen. |
| S 6         | GEN (NMBS)          | Zottegem – Denderleeuw – Geraardsbergen                                            | Rijdt alleen op werkdagen. Tijdens de spits een rit vanaf Oudenaarde.                                                                                           |
| S 52        | S-trein Gent (NMBS) | Gent-Sint-Pieters – Zottegem – Geraardsbergen                                      | |
| L 4850      | L-trein (NMBS)      | Geraardsbergen – Aat – Bergen – [ Doornik – Moeskroen ] / [ Quévy ]                | Rijdt op werkdagen Geraardsbergen-Moeskroen. Rijdt in weekends Geraardsbergen-Quèvy                                                                             |
| P 7920/8920 | Piekuurtrein (NMBS) | Geraardsbergen – Denderleeuw                                                       | Rijdt alleen op werkdagen. |
| P 7960/8960 | Piekuurtrein (NMBS) | Geraardsbergen – Zottegem – Gent-Sint-Pieters                                      | Rijdt alleen op werkdagen. |
| P 7970/8970 | Piekuurtrein (NMBS) | Geraardsbergen – Denderleeuw – Gent-Sint-Pieters                                   | Rijdt alleen op werkdagen. |
| P 7590/8590 | Piekuurtrein (NMBS) | Geraardsbergen – Aat                                                               | Rijdt alleen op werkdagen. |

#### Busvervoer
De belangrijkste bushaltes bevinden zich aan het station in het centrum, en aan het Administratief Centrum.
Door Geraardsbergen lopen de volgende lijnen:
| Lijn | Traject                                                                                     |
| ---- | ------------------------------------------------------------------------------------------- |
| 131  | Zottegem - Lierde - Geraardsbergen                                                          |
| 16   | Oudenaarde - Parike - Geraardsbergen                                                        |
| 17   | Oudenaarde - Lierde - Geraardsbergen                                                        |
| 39   | Brakel - Lierde - Ophasselt - Steenhuize-Wijnhuize - Ninove                                 |
| 49   | Geraardsbergen - Herzele - Sint-Lievens-Houtem - Oosterzele - Merelbeke - Zwijnaarde - Gent |
| 71   | Geraardsbergen - Moerbeke - Galmaarden - Edingen                                            |
| 72   | Geraardsbergen - Moerbeke - Galmaarden - Bever (Biévène)                                    |
| 73   | Geraardsbergen - Moerbeke - Akrenbos - Bever (Biévène)                                      |
| 74   | Geraardsbergen - Viane - Bever (Biévène)                                                    |
| 76   | Overboelare - Geraardsbergen - Zandbergen                                                   |
| 77   | Geraardsbergen - Waarbeke - Denderwindeke                                                   |
| 78   | Overboelare - Geraardsbergen - Everbeek - Brakel                                            |
| 87   | Geraardsbergen (- Sint-Antelinks) - Aspelare - Aalst                                        |
| 161  | Geraardsbergen - Galmaarden - Tollembeek - Herne - Leerbeek                                 |
| 330  | Belbus Ninove - Haaltert                                                                    |
| 370  | Belbus Geraardsbergen                                                                       |
| 390  | Belbus Herzele - Sint-Lievens-Houtem                                                        |
| 410  | Belbus Lierde - Brakel                                                                      |

### Verkeer
In Geraardsbergen lopen de volgende gewestwegen:
| Weg  | Traject                                                               |
| ---- | --------------------------------------------------------------------- |
| N42  | Lessen - Geraardsbergen - Herzele - Zottegem - Oosterzele - Wetteren  |
| N8   | Koksijde - Veurne - Kortrijk - Oudenaarde - Brakel - Ninove - Brussel |
| N493 | Geraardsbergen - Nederboelare - Parike - Opbrakel - Brakel            |
| N495 | Geraardsbergen - Herhout - Galmaarden - Herne - Edingen               |
| N496 | Geraardsbergen (Guilleminlaan - Lessensestraat - Grote Weg)           |

## Sport
- In Geraardsbergen spelen de voetbalclubs Jong Geraardsbergen, KSV Geraardsbergen, Sparta Moerbeke, Wilskracht Idegem, Eendracht Onkerzele, Rapide Santos Club Ophasselt, en SK Zandbergen. Ook is er een atletiekclub: AC Geraardsbergen.
- Sinds 1985 wordt in augustus het Internationaal Schaaktoernooi Geraardsbergen georganiseerd met onder de honderden deelnemers diverse schaakgrootmeesters.
- Sinds 2023 vindt er de wielerwedstrijd Muur Classic plaats die in en rond Geraardsbergen wordt gereden.

## Onderwijs
Geraardsbergen heeft meerdere secundaire scholen. Deze zijn het Koninklijk Atheneum (KA Geraardsbergen), het Sint-Catharina College en het Sint-Jozefsinstituut (Karmelieten). Vroeger bestond ook het Technisch Instituut Sint-Jozef (TISJ), maar dit fuseerde met het Sint-Catharina College.

## Cultuur
- Jaarlijks wordt in de maand februari het einde van de winter gevierd met Krakelingen en Tonnekensbrand. Dit eeuwenoude dubbelfeest werd opgenomen in de Inventaris van Immaterieel Cultureel Erfgoed Vlaanderen (2009) en ingeschreven op de Representatieve Lijst van Immaterieel Cultureel Erfgoed van de Mensheid van UNESCO (2010).
- Jaarlijks vindt op de zondag van of na 24 augustus, de feestdag van Sint-Bartholomeus, de Processie van Plaisance plaats in Geraardsbergen.
- Elk jaar vond in Geraardsbergen op de tweede zondag van september een festival plaats. Het Internationaal Hooghuysfestival voor Draaiorgelspelers brengt in het afgesloten stadscentrum draaiorgels uit meerdere Europese landen samen. In 2015 ging dit festival voor de laatste keer door.[31]

## Toerisme
Met zijn heuvelachtige landschap waaronder de Oudenberg behoort Geraardsbergen tot de Vlaamse Ardennen. Door de stad lopen onder meer de Denderroute zuid en de Denderende Steden.

## Culinair

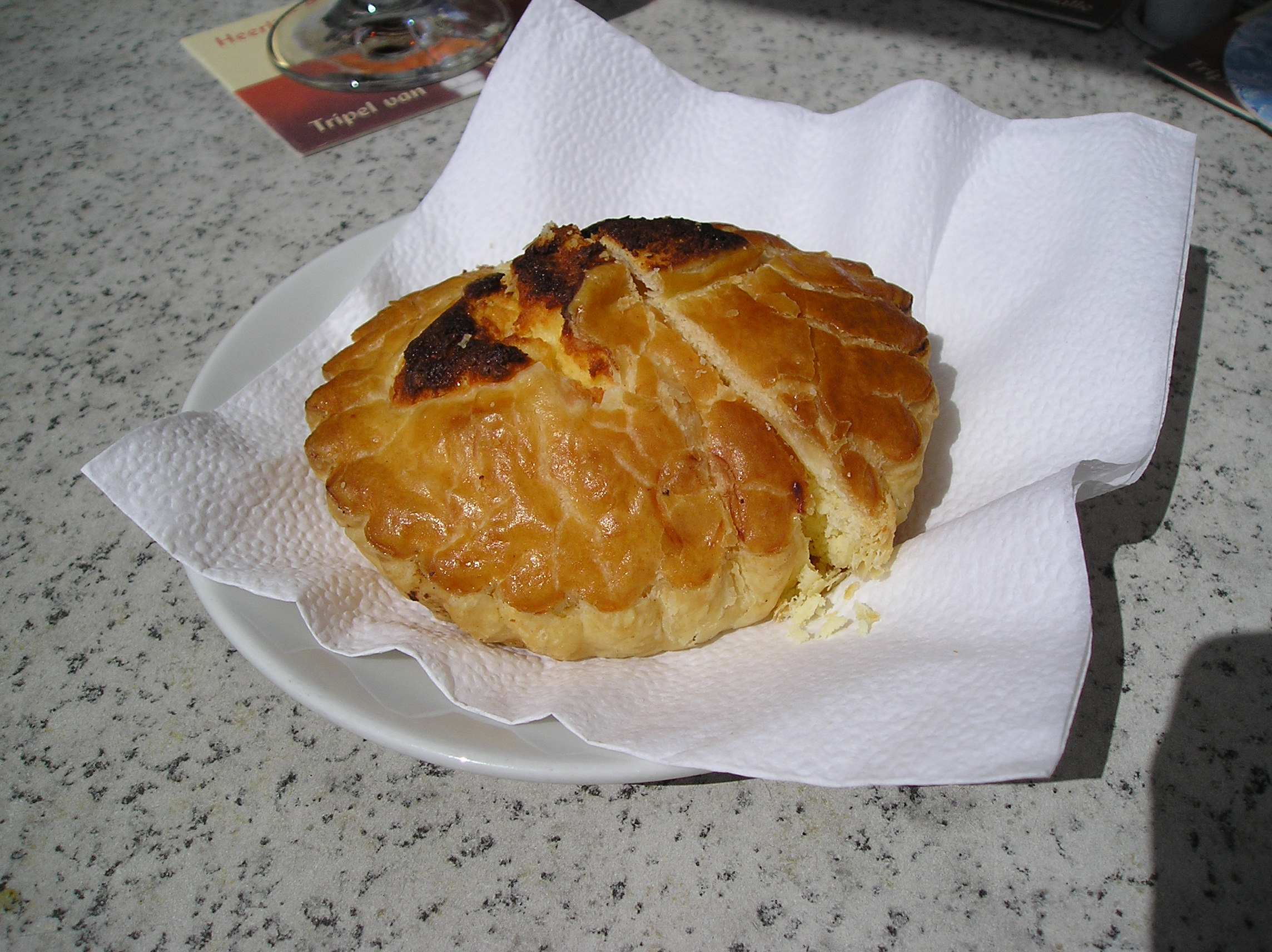
Mattentaart

De mattentaart is een gebak bereid op basis van verzuurde melk. De Geraardsbergse mattentaart verkreeg in 2007 van de Europese Unie het label beschermde geografische aanduiding. Het is het eerste Vlaamse streekproduct dat deze Europese bescherming geniet.

## Natuur
Recent heeft de gemeente zich geëngageerd om, in samenspraak met de gemeenten Galmaarden en Ninove, de provinciebesturen van Oost-Vlaanderen en Vlaams-Brabant, AMINAL en het Vlaams Gewest, het stilte karakter van de streek te vrijwaren, in het kader van het pilootproject Stiltegebied Dender-Mark. Geraardsbergen omvat de volgende natuurgebieden: Moenebroek, Boelaremeersen, Gemene Meers, Raspaillebos, Karkoolbos, Moerbekebos, Bos Nieuwenhove, Boelarebos, Arduinbos, Kortelake, De Nuchten, Hasseltbos en de Rietbeemd, Hinnekesbos

## Media
Geraardsbergen heeft sinds 1981 een eigen radiostation MIG wat oorspronkelijk de afkorting was voor 'Muziek in Geraardsbergen'. De radiozender brengt voornamelijk hits en regionale informatie.

## Geboren of woonachtig in Geraardsbergen

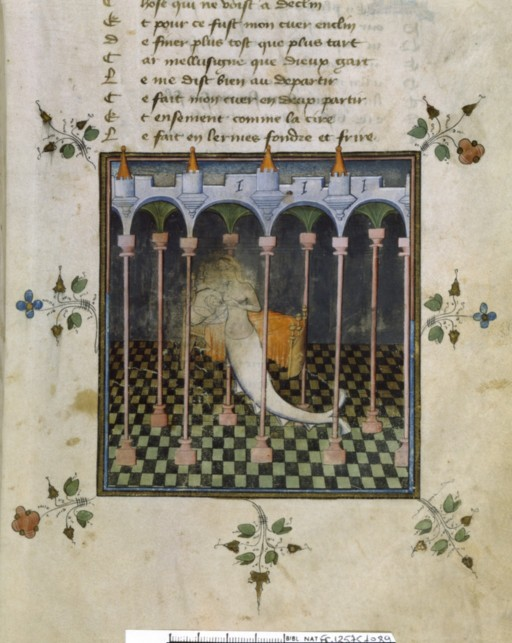
Miniatuur uit Roman de Mélusine toegeschreven aan Guillebert de Mets, 1420-1430.

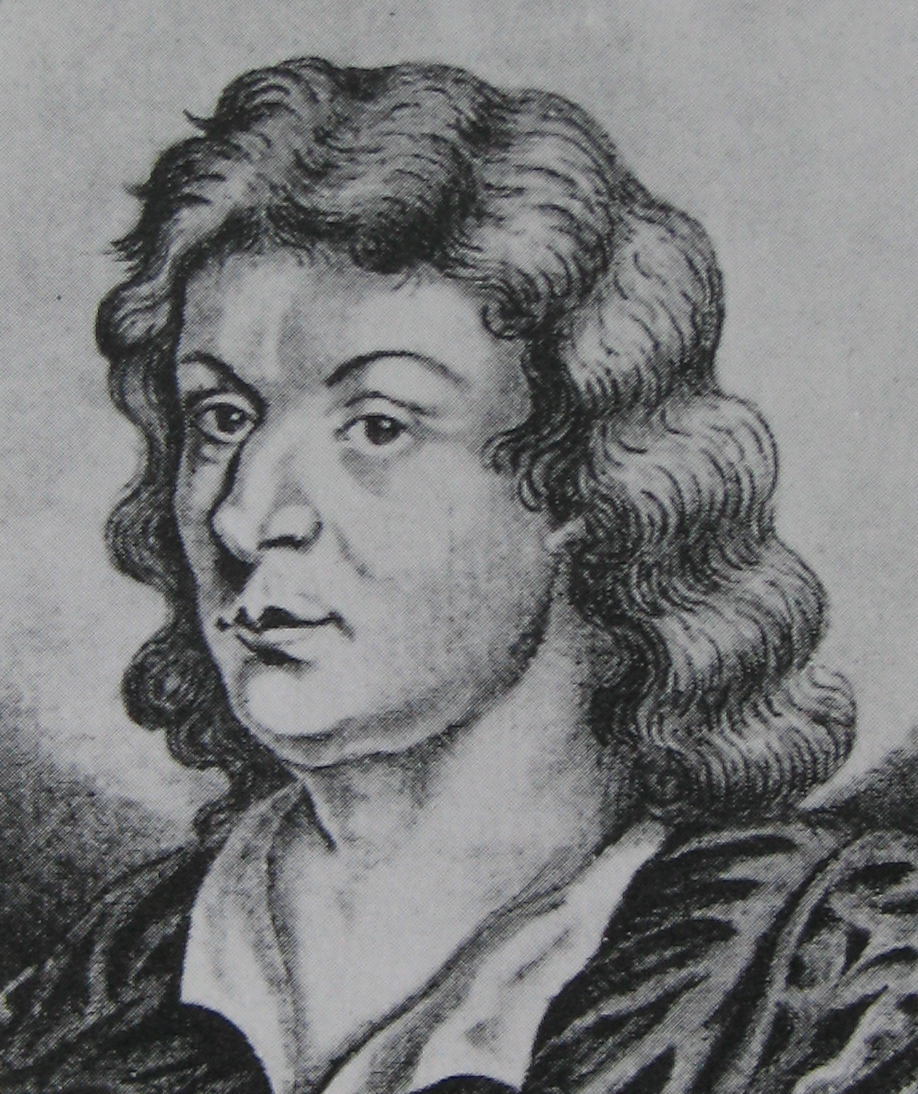
Gabriel Grupello

### 12e - 19e eeuw
- Daniël van Geraardsbergen (1116-1196) ook (Daniël de Grammont of Saint Daniël de Cambron), derde abt van de Abdij van Cambron; volgeling van Bernardus van Clairvaux
- Willem van Moerbeke (Moerbeke, circa 1215 - Korinthe, circa 1286) was een Vlaamse geestelijke en vertaler van vele antieke geschriften
- Percheval van den Noquerstocque, 15e eeuw, vriend van Egidius - Zanger aan de pauselijke kapel
- Pieteren den Brant, middeleeuws dichter (1435) van het Geraardsbergse handschrift en onder andere "de properheden van de vier complexien"
- Guillebert de Mets, 15e eeuw, schrijver, miniaturist, kopiist, schepen van de stad, bibliothecaris van Filips de Goede
- Peter van Gent (Spaans: Pedro de Gante, geboren als Peeter van der Moere) (Idegem), rond 1480 - Mexico-Stad, 19 april 1572) was een Vlaamse missionaris die actief was in Mexico.
- Laurentius Metsius (Geraardsbergen, 1502 - Namen, 1580) was de tweede bisschop van het bisdom 's-Hertogenbosch, van 1570-1577.
- Joannes Hauchin (1527-1589), aartsbisschop van het Bisdom Mechelen
- Marcus Nevianus (Marc Neefs of De Neve) (1530-1596?), filosoof, poëet, geneesheer
- Joos Schollaert (1564-1608), latinist en dichter
- Gabriël Grupello (1644-1730), beeldhouwer
- Constant Van Crombrugghe (1789-1865), kanunnik en stichter van de religieuze orden de Dochters van Marie, de Dames van Maria en de Paters Jozefieten
- Charles Louis Saligo (fr) (1803 - 1874), kunstschilder
- Frans Rens (1805 – Gent 1874), Vlaamse letterkundige actief binnen de Vlaamse Beweging
- Ildephonse Stocquart (1819-1889), kunstschilder

### 19e - 20e eeuw
- Arthur Vierendeel (1852-1940) bracht zijn jeugd door in Geraardsbergen, professor te Leuven, ingenieur, uitvinder van "het vierendeelprincipe"
- Benjamin De Lestré (1865- Elsene 1928) befaamd art-nouveau architect alsook aanhanger van de electische stijl.
- Victor Fris, (1877-1925), historicus, professor aan de Gentse universiteit, stadsarchivaris te Gent, bibliograaf
- Albrecht Lefebvre (1879-1951), kunstschilder, impressionist
- Paul Van Steenberge (1884-1962), bierbrouwer, hoogleraar en politicus
- Graaf Paul Auguste Cyrille de Launoit (Geraardsbergen 15/11/1891 - Brussel 31/07/1981)
- Jan De Cooman (1893-1949), kunstschilder
- Robert de Foy (Geraardsbergen 23 maart 1893 - Brussel 15 augustus 1960) magistraat en administrateur van de Belgische Staatsveiligheid.
- Herman De Vos (1897-1944), onderwijzer, sociaal werker en oprichter van Vlaamsche Kinderzegen.

### 20e eeuw
- Fernand Lepage (Geraardsbergen 16 december 1905 - Brussel 16 februari 1996), magistraat en hoofd van de Geheime Dienst tijdens de Tweede Wereldoorlog.
- Suzanne Grégoire (1906 - Brussel 1982), communistisch politica en voorvechtster van vrouwenrechten.
- Pieter De Somer, (1917 – 1985) bracht zijn jeugd door in Geraardsbergen, hoogleraar, medicus, bioloog en eerste rector van de Nederlandstalige Katholieke Universiteit Leuven.
- Frans Van Coetsem (1919-2002), taalkundige, hoogleraar Katholieke Universiteit Leuven, Leiden en Cornell University, Ithaca, N.Y., V.S.
- Roel D'Haese (1921–1996), beeldhouwer
- Robert Delannoit (1922-2010), Belgisch atleet
- Frans Cromphout (1924-2003), jezuïet, auteur van verschillende boeken en veelgebruikte liturgische teksten en gebeden
- Cyriel Delannoit (1926-1998), Europees kampioen boksen
- Reinhoud D'Haese (1928-2007), beeldhouwer, tekenaar en graficus

### 20e - 21e eeuw
- Gerald Russell (1925-2018), professor psychiatrie, ontdekker van het bulimia nervosa syndroom of boulimie
- Frans Minnaert (1929-2011), kunstschilder
- Roger Blanpain (1932-2016), decaan rechtsfaculteit Katholieke Universiteit Leuven
- Baron Herman Vanden Berghe (1933-2017), ere-vicerector, hoogleraar erfelijkheidsleer, Katholieke Universiteit Leuven.
- Paul Van den Berghe (1933), theoloog, bisschop van Antwerpen
- Herman Vekeman (1938 - 2013), letterkundige, auteur, professor Universiteit van Keulen
- Guido Van Liefferinge (1941), stichter van een aantal Vlaamse tijdschriften
- Danny Huwé (1943-1989), journalist
- Truus (1949), zangeres
- Dirk Van der Maelen (1953), politicus
- Guido De Padt (1954), politicus
- Rudy Pevenage (1954), wielrenner
- Dirk Wayenberg (1955-2007), wielrenner
- Patrick Pevenage (1956), wielrenner
- Marie-Christine Deurbroeck (1957), atlete
- Ronny Martens (1958), voetballer
- Michaël Borremans (1963), kunstenaar
- Alain Van Den Bossche (1965), wielrenner
- Laurent Rens (1967), politicus en notaris
- Claudia Fassaert (Hontenisse 1970), amazone (woont in Geraardsbergen)
- Koen Van Rie (1972), atleet en triatleet
- Koen Pletinckx (1974), componist en computerspecialist
- Lisbeth Imbo (1976), radio- en televisiepresentatrice
- Ilse Heylen (Edegem 1977), judoka (woont in G'bergen)
- Jimmy Colman (1979), zanger
- Maarten Larmuseau[32] (1983), bioloog, geneticus en genealoog, professor KU Leuven
- Soetkin Baptist (1985), zangeres van de groepen Ishtar, Olla Vogala en Encantar
- Dean Delannoit (1989), zanger
- Ryan Mmaee (1997), profvoetballer
- Fien Enghels (2003), gymnaste
- Steffen De Schuyteneer (2005), wielrenner

## Trivia
- Bijnamen van de inwoners van Geraardsbergen zijn: tusjkiesj, huidevetters, bergklimmers.[33][34]

## Nabijgelegen kernen
Nederboelare, Goeferdinge, Overboelare, Onkerzele, Atembeke